# Melanozosteria pulchra
Melanozosteria pulchra es una especie de cucaracha terrestre del género Melanozosteria, tribu Polyzosteriini, subfamilia Polyzosteriinae. Fue descrita científicamente por Shaw en 1925.

## Distribución
Se distribuye por Oceanía: Australia (Nueva Gales del Sur).